# クラブマニア
クラブマニア（くらぶまにあ）は1995年から活動しているインディーズTシャツ第一世代のブランド。

## 来歴
90年代半ばに林立したインディーズブランド群の一つで、お笑いタレントやアイドルの衣裳制作も行っていた。
当初はコート、スカート、パンツなどのオリジナルアイテムを販売していたが、2000年ごろメンバーの脱退に伴い、以降はTシャツブランドとして継続。現在は一人で活動を行っている。
近年はデザイナー個人の活動が目立ち、新作を発売していない。